# Börje Stensson
Sven Lennart Börje Stensson, född 3 september 1925 i Västra Ryds församling i Östergötlands län, död där 14 april 2013, var en svensk rektor och politiker (folkpartist).
Börje Stensson, som kom från en lantbrukarfamilj, tog folkskollärarexamen 1952 och var därefter folkskollärare i Ydre 1952–1965, studierektor 1965–1968 samt rektor och skolchef 1968–1990. Han var även kommunalpolitiker i Ydre kommun och aktiv i Svenska missionsförbundet. Han var riksdagsledamot för Östergötlands läns valkrets 1976–1988 och var även ersättare i riksdagen en kortare period 1990. I riksdagen var han bland annat ledamot i jordbruksutskottet 1978–1985 och i konstitutionsutskottet 1985–1988. Han var främst engagerad i jordbruks- och miljöpolitik samt regionala frågor.